# بوشنوية شبكية
بوشنوية شبكية (الاسم العلمي:Buchenavia reticulata) هي نوع من النباتات يتبع جنس البوشنوية من الفصيلة القمبريطية.